# Pístecký les
Pístecký les je přírodní rezervace jihozápadně od městyse Brozany nad Ohří v okrese Litoměřice. Chráněné území spravuje Krajský úřad Ústeckého kraje. 

## Předmět ochrany
Důvodem ochrany je souvislý komplex lužních lesů v nivě dolní Ohře, doprovázející jeden z posledních nížinných úseků řeky se zachovalou přírodní dynamikou. V jarním období kvete v podrostu lesa hojná bledule jarní (Leucojum vernum) a ladoňka vídeňská (Scilla vindobonensis). 